# Catoptria hokusaii
Catoptria hokusaii là một loài bướm đêm trong họ Crambidae.